# Clossiana transuralensis
Clossiana transuralensis är en fjärilsart som beskrevs av Leo Andrejewitsch Sheljuzhko 1931. Clossiana transuralensis ingår i släktet Clossiana och familjen praktfjärilar. Inga underarter finns listade i Catalogue of Life.